# 옥살산
옥살산(영어: oxalic acid) 또는 수산(蓚酸)은 카복실산의 일종이다. 다이카복실산 중에서는 가장 간단한 형태이다. 분자식은 C2H2O4이다. 자연에서는 옥살산염의 형태로 존재한다. 예를 들어 옥살산 수소 칼륨은 괭이밥속 식물에서 찾을 수 있고, 옥살산 칼슘은 유칼립투스 나무의 껍질에서 발견된다. 괭이밥의 맛이 시큼한 것은 바로 이러한 옥살산염 때문이다.

## 성질
상온에서는 백색의 고체 상태로 존재한다. 189.5°C에서 분해되며 녹는다. 옥살산 이수화물(C2H2O4·2 H2O)은 101.5°C에 녹는다. 산화되기 쉬워서 정량할 때는 묽은 황산 용액에서 과망가니즈산 칼륨으로 산화시키는 방법을 사용한다. 진한 황산과 함께 가열되면 같은 부피의 일산화 탄소와 이산화 탄소를 생성한다.

## 제법
톱밥을 수산화 나트륨과 반응시키면 옥살산 염의 일종인 옥살산 나트륨을 얻을 수 있다. 질산과 녹말 또는 설탕을 반응시키면 옥살산을 직접적으로 얻는 것이 가능하다. 옥살산의 염을 묽은 황산과 반응시켜도 옥살산을 얻을 수 있다.

## 용도
옥살산은 녹이나 잉크 등으로 인해 생긴 얼룩을 지우는 표백제로 많이 사용된다.

## 안전성
옥살산은 독성이 있기 때문에 취급에 유의해야 한다. 삼킬 경우 치명적일 수 있으며, 부식성이다. 피부, 눈, 기도 등에 심각한 염증이나 화상을 일으킬 수 있고, 피부를 통해 흡수될 수도 있다. 옥살산이 체내에 유입될 경우 신장에 손상을 줄 수 있다.

### 섭취
먹은경우 치명적이며 기도 화상, 구역질, 위장염, 구토, 충격, 경련 등을 일으킬 수 있다. 신장에 손상을 줄 수 있으며, 이로 인하여 오줌에 피가 섞여 나올 수 있다. 5~15g의 섭취만으로도 치명적일 수 있다.

### 흡입
흡입할 경우 유해하다. 코, 목, 기도에 심각한 염증이나 화상을 입힐 수 있다.

### 피부
심각한 염증이나 화상을 유발할 수 있다. 피부를 통해 흡수될 수 있다.

### 눈
눈에 자극을 주며, 부식성이다.

## 참고 문헌
- https://web.archive.org/web/20080612210200/http://www.jtbaker.com/msds/englishhtml/o6044.htm
- Parker, S. P. et al., McGraw-Hill encyclopedia of chemistry, New York: McGraw-Hill, 1993.